# Lonnie G. Thompson

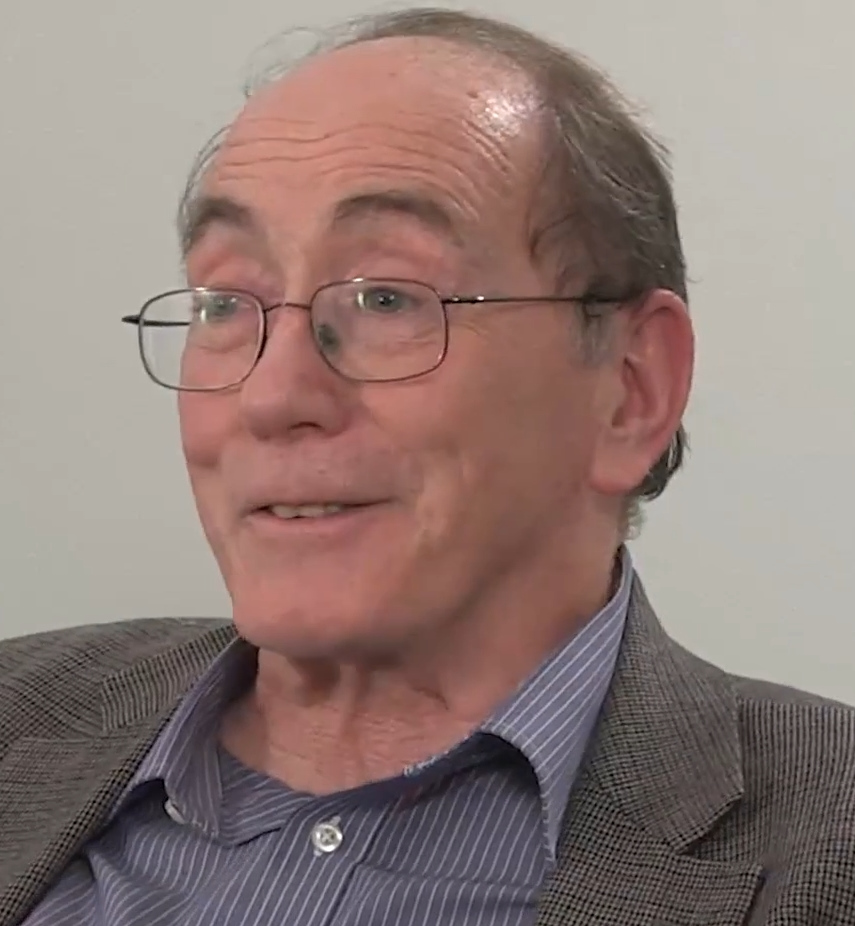
Lonnie Thompson (2015)

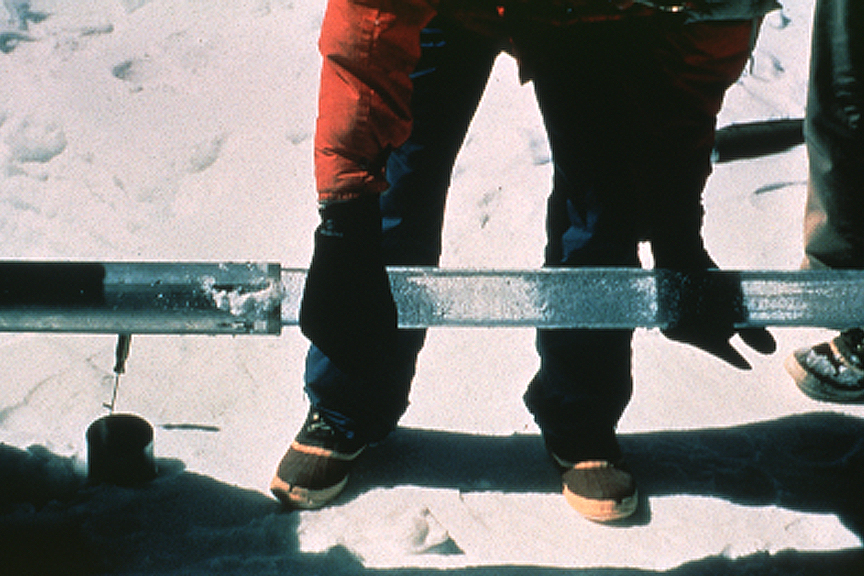
Entnahme eines Eisbohrkerns

Lonnie G. Thompson (* 1. Juli 1948 in Gassaway, West Virginia) ist ein US-amerikanischer Paläoklimatologe und Professor an der Ohio State University, der sich auf die Untersuchung tropischer und subtropischer Berggletscher und Eiskappen spezialisiert hat. Zusammen mit seiner Frau Ellen Mosley-Thompson leitet er eine Forschungsgruppe am Byrd Polar Research Center, welche paläoklimatologische Analysen von Eisbohrkernen durchführt.

## Forschung

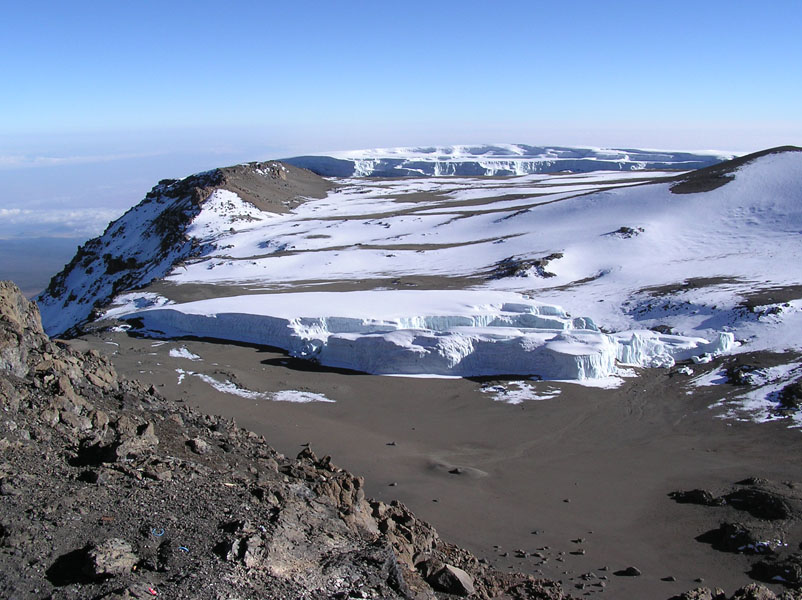
Restgletscher auf dem Kilimandscharo (2003)

Lonnie G. Thompson studierte Geologie an der Marshall University und der Ohio State University. In den 1970er Jahren war er der erste Paläoklimatologe, welcher tropischen Eiskappen Eisbohrkerne entnahm, um daraus Rückschlüsse auf die klimatischen Verhältnisse der Vergangenheit zu ziehen.
Seine regelmäßigen Beobachtungen und Untersuchungen einzelner Gletscher seit den 1970er Jahren zeigen, dass sich tropische Berggletscher weltweit auf dem Rückzug befinden und abschmelzen. Besonderes Medienecho fanden seine Untersuchungen der Eiskappe des Kilimandscharo, die seit Ende des 19. Jahrhunderts – allerdings hauptsächlich wegen ausbleibender Niederschläge – abschmilzt.
Im Jahr 2005 war Thompson wissenschaftlicher Berater für Al Gores Dokumentarfilm Eine unbequeme Wahrheit.

## Auszeichnungen
- 2002: Dr.-A.H.-Heineken-Preis für Umweltwissenschaften der Königlich-Niederländischen Akademie der Wissenschaften für seine Pionierarbeiten in der polaren und tropischen Eisbohrkernforschung[11]
- 2002: Vega-Medaille der Schwedischen Gesellschaft für Anthropologie und Geographie.
- 2005: Thompson wird Mitglied der National Academy of Sciences.
- 2005: Tyler Prize for Environmental Achievement
- 2005: National Medal of Science, überreicht durch Präsident George W. Bush[12]
- 2006: Mitglied der American Philosophical Society[13]
- 2008: Mosley-Thompson und Thompson erhalten gemeinsam mit Geoffrey Eglinton den auf 1 Million US-Dollar dotierten Dan-David-Preis
- 2012: Mosley-Thompson und Thompson erhalten die Benjamin-Franklin-Medaille
- 2019: Mitglied der American Academy of Arts and Sciences
- 2021: BBVA Foundation Frontiers of Knowledge Award in der Kategorie „Klimawandel“ gemeinsam mit seiner Frau Ellen Mosley-Thompson.[14]

## Veröffentlichungen (Auszug)
- L. G. Thompson, E. Mosley-Thompson, H. Brecher, M. E. Davis, B. Leon, D. Les, T. A. Mashiotta, P.-N. Lin und K. Mountain: Evidence of abrupt tropical climate change: past and present. In: Proceedings of the National Academy of Sciences. Band 103, Nr. 28, 2006, S. 10536.
- L. G. Thompson, E. Mosley-Thompson, M. E. Davis, P.-N. Lin, K. Henderson und T. A. Mashiotta: Tropical glacier and ice core evidence of climate change on annual to millennial time scales. In: Climatic Change. Band 59, 2003, S. 137–155.
- L. G. Thompson et al.: Kilimanjaro ice core records: evidence of Holocene climate change in tropical Africa. (PDF; 272 kB) In: Science. Band 298, Nr. 5593, 2002, S. 589–593, doi:10.1126/science.1073198.
- L. G. Thompson: Ice core evidence for climate change in the Tropics: implications for our future. In: Quaternary Science Reviews. Band 19, 2000, S. 19–35, doi:10.1016/S0277-3791(99)00052-9.
- L. G. Thompson, T. Yao, M. E. Davis, K. A. Henderson, E. Mosley-Thompson, P.-N. Lin, J. Beer, H.-A. Synal, J. Cole-Dai und J. F. Bolzan: Tropical climate instability: the last glacial cycle from a Qinghai-Tibetan ice core. In: Science. Band 276, Nr. 5320, 1997, S. 1821–1825, doi:10.1126/science.276.5320.1821.